# Louin (Mississippi)
Louin è una città (town) degli Stati Uniti d'America, situata nella contea di Jasper, nello Stato del Mississippi.